# Comuna de Chmielnik (voivodia de Santa Cruz)
Chmielnikⓘ é uma comuna urbano-rural. Pertence à voivodia de Santa Cruz, no condado de Kielce. A comuna de Chmielnik em 31 de dezembro de 2023 tinha 10 776 habitantes, ou seja, 5,1% da população do condado. A comuna constitui 6,3% da área do condado. A sede da comuna é a cidade de Chmielnik.
Em 11 de março de 1924, parte da comuna de Chmielnik (uma área chamada Blich I) foi incorporada a Chmielnik. Entre 1975 e 1998, a comuna estava localizada na voivodia de Kielce.

## Estrutura da área
Em 1 de janeiro de 2011, a área da comuna era de 142,19 km², dos quais a cidade de Chmielnik ocupava 7,8 km² e as áreas rurais 134,39 km².
Em 2007, 75% da área da comuna era de terras agrícolas e 16% de terras florestais.

## Demografia
Conforme os dados do Escritório Central de Estatística da Polônia (GUS) de 31 de dezembro de 2023, a comuna de Chmielnik tem uma população de 10 776 habitantes, uma área de 142,2 km² e uma densidade populacional de 76 hab./km². Entre 2002–2023, o número de habitantes diminuiu 7,1%.
Os habitantes da comuna de Chmielnik constituem cerca de 5,09% da população do condado de Kielce, constituindo 0,92% da população da voivodia de Santa Cruz.
| Descrição                         | Total      | Total     | Mulheres   | Mulheres  | Homens     | Homens    |
| --------------------------------- | ---------- | --------- | ---------- | --------- | ---------- | --------- |
| unidade                           | habitantes | %         | habitantes | %         | habitantes | %         |
| população                         | 10 776     | 100       | 7 804      | 49,7      | 6 665      | 50,3      |
| área                              | 142,2 km²  | 142,2 km² | 142,2 km²  | 142,2 km² | 142,2 km²  | 142,2 km² |
| densidade populacional (hab./km²) | 76         | 76        | 37,8       | 37,8      | 38,2       | 38,2      |

## Sołectwa
Borzykowa, Celiny, Celiny Nowe, Chomentówek, Ciecierze, Grabowiec, Holendry, Jasień, Kotlice, Lipy, Lubania, Łagiewniki, Ługi, Minostowice, Piotrkowice, Przededworze, Sędziejowice, Suchowola, Suliszów, Suskrajowice, Szyszczyce, Śladków Duży, Śladków Mały, Zrecze Chałupczańskie, Zrecze Duże, Zrecze Małe.

## Comunas vizinhas
Busko-Zdrój, Gnojno, Kije, Morawica, Pierzchnica, Pińczów